# Tenaha, Mauritania
Tenaha este o comună din departamentul Kankossa, Regiunea Assaba, Mauritania, cu o populație de 9.255 locuitori.